# Louis Nattero
Louis Nattero (Louis Alexandre Marie) (né le 16 octobre 1870 à Marseille – mort dans la même ville le 10 novembre 1915, inhumé dans la fosse commune du cimetière de Mazargues) est un peintre marseillais dont l’œuvre, brève, débute à la fin du XIXe siècle, pour s’arrêter violemment, un jour d’automne 1915.

« Le visage émacié, le visage d’apôtre, brûlé par le soleil. Cet homme tout petit presque frêle, coiffé du béret des pêcheurs, chaussé d’énormes galoches, vêtu d’une vareuse bleue, toujours flanqué palette en main, dans quelque calanque de notre rade ou quelque cagnard de la corniche.
Cet artiste au visage bruni par la houle marine est le plus franc et le plus cordial des enfants de Marseille. »

— Exposition Nattero, Grand Cercle Républicain, Marseille, 1905

## Biographie

### Son histoire familiale
Laurent Nattero, grand-père de Louis (né le 25 février 1798 à Alassio et décédé le 14 octobre 1877 à Marseille), quitte l’Italie après le décès de sa femme Jéromine (née le 06 mai 1804) en1843, pour s’installer à Marseille, accompagné de ses deux fils, Jean-Baptiste et Dominique. Il est journalier et ses fils travaillent dans le bâtiment. Laurent aura laissé sa fille Marie Nattero en Italie.
Le père de louis Nattero se marie une première fois avec Marie Daulignac le 12 novembre 1861 et de cette union naîtra un petit garçon nommé Laurent. Après le décés de sa première femme, Dominique Nattero se remarie avec Jeanne Joussaume le 16 septembre 1865 avec qui il aura quatre enfants tous né a Marseille: Alphonse (5 novembre 1866), Antoine-Joseph (22 octobre 1867), Agathe-Joséphine (5 novembre 1868) et Louis (16 octobre 1870).
Dominique et Jeanne se sépareront le 13 avril 1872 et le divorce sera prononcé le 12 aout 1897. Après la séparation du couple, les enfants seront placés dans un orphelinat jusqu'à leur majorité. 
Après une enfance malheureuse, Louis se dirige vers la peinture, il réalise ses premières œuvres vers l’âge de 11 ans (des portraits d'enfants): des portraits qu’il réussit à vendre afin de subsister.
Le 29 octobre 1891, à Toulon, il se marie avec Lucie Durbec avec qui il aura six garçons, une fille et deux autres enfants mort-nés. Son fils, Joseph Nattero, né à Marseille en 1904, suivra les traces de son père et peindra toute sa vie.
Entre 1891 et 1904, le peintre vit à Toulon, dans différents lieux :
- rue Espanet, 1891
- rue Gily, 1893
- 27 rue Traversière (rue de l’Équerre), mars 1896
- bd Élysée, octobre 1896
- 37 rue Castel, 1897

### Ses débuts dans la peinture
À 26 ans, d’octobre 1896 à avril 1897, grâce à une bourse de la ville de Toulon, il fréquente pendant quelques mois l'École nationale supérieure des beaux-arts de Paris, où il est l’élève de Léon Bonnat.
Cependant, il souffre de saturnisme et doit, avec regret, arrêter ses études parisiennes.
Il revient alors à Toulon, puis se fixe définitivement à Marseille, sa ville natale, en 1904. Il séjourne également à Aix-en-Provence.

### Exposition et prix gagné
Son talent est rapidement reconnu et ses tableaux remportent un vif succès à partir de 1905. Il participe à la plupart des salons de la région de Marseille et de Toulon et travaille avec acharnement afin de nourrir sa famille nombreuse.
À Toulon, il expose, entre autres, chez l’encadreur Lacqua (31 rue d’Alger) et à la galerie Albano (rue des Trois Dauphins). Il est présent, en 1902, à l’exposition des Amis des Arts de Toulon et y obtient plusieurs prix.
À Marseille, son atelier est situé boulevard de la Corderie et ses œuvres figurent, régulièrement, à la galerie Vallet, rue Paradis. Il expose au salon de l’Association des Étudiants et au Grand Cercle Républicain en 1905.
En 2004, le musée du Vieux Toulon, organise une exposition : « Louis Nattero (1870-1915) – Victor Senchet (1879-1973), artistes peintres ».
Actuellement ses oeuvres sont encore recherchées et elles figurent au catalogue de plusieurs ventes.

### Sa mort
En 1914, la guerre éclate et trois de ses fils partent pour le front (Raphaël, Auguste et Edouard). Sa peinture ne se vend plus. Un profond désespoir le gagne.
Le 10 novembre 1915, à son domicile (42 bd Joachim à Marseille) il met fin à ses jours en se tirant un coup de revolver sous les yeux de son fils Joseph.
Après une cérémonie à l’église de Bonneveine, il est enterré dans la fosse commune au cimetière de Mazargues. Le lendemain de sa mort, le Petit Marseillais lance une collecte pour aider sa veuve et ses enfants. Dans le quartier de la Pointe Rouge, la mairie de Marseille donne son nom à un rond-point.

## Sur l'œuvre de Louis Nattero

### La mer

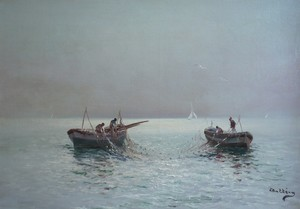
Barques de pêcheurs.

Louis Nattero est avant tout un peintre de la Méditerranée.
Elle est pour lui le véritable sujet d’expression lorsqu'il peint la poésie d’un crépuscule, l’onde dormante des calanques, les pêcheurs remontant leurs filets dans un calme presque feutré. Il n'est pas le peintre du tumulte.
Dans son œuvre, les personnages sont rares, souvent lointains : un matelot buvant à la régalade, une barque à l’horizon, des pêcheurs ravaudant leurs filets, des promeneurs sur un quai. Tel un photographe, il capture ses sujets dans la vie quotidienne et c’est librement qu’il les interprète.

### La lumière

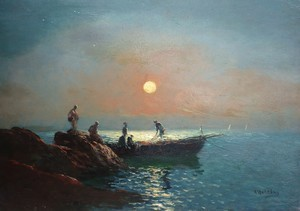
Barque au crépuscule.

Largement influencé par les impressionnistes, Nattero fait de la lumière l’élément essentiel de sa peinture.

« La note vibrante, tel est en effet le but que veut atteindre Nattero : à cela, il ne craint pas de sacrifier le trait précis. Il donne admirablement l’impression d’une foule grouillante sur nos quais ensoleillés, dans nos vieilles rues pittoresques par des empâtements habilement apposés. »

— Marseille Étudiant, mai 1905

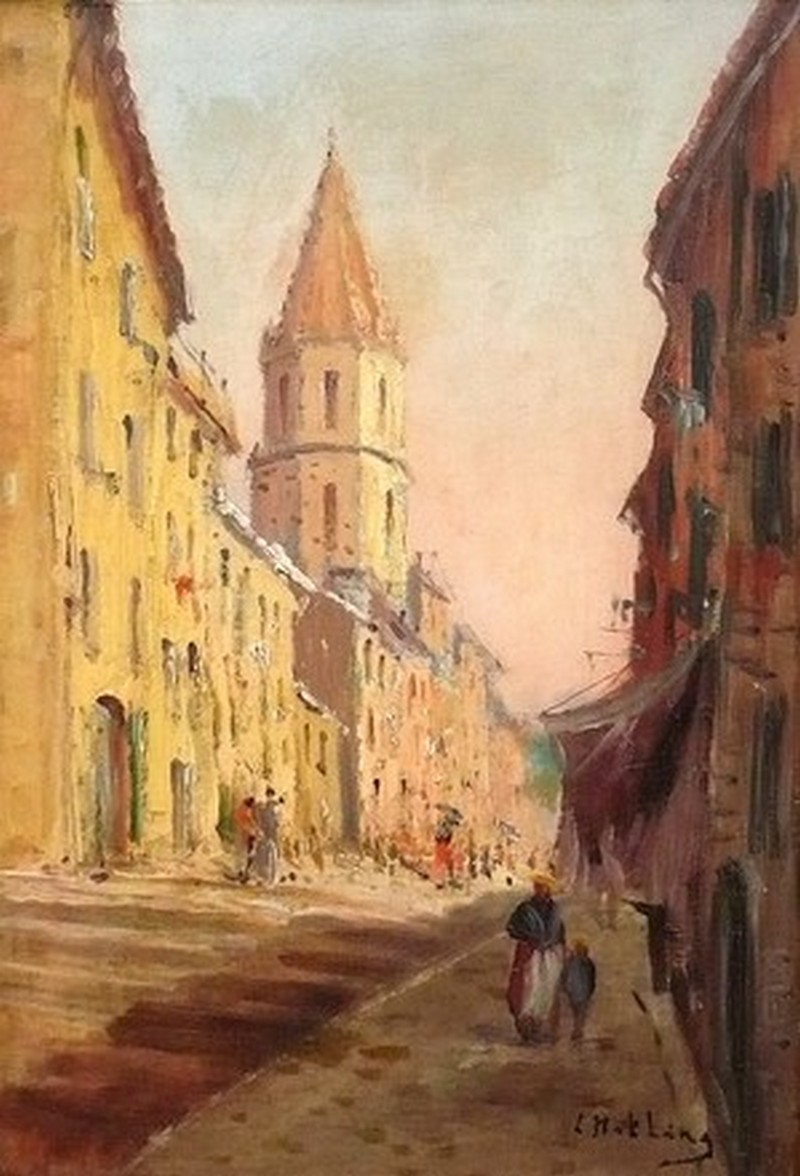
La Montée des Accoules, Marseille

Il connaît parfaitement le secret des couleurs pures et c’est avec précision qu’il dépose une touche de rouge sur le bonnet d’un pêcheur ou une touche de blanc sur le rebond d’une vague. Sa palette évolue dans des camaïeux de bleu, de mauve, de rose, de nuances nacrées, d’ocre chaude sur les crépuscules; les vagues déferlantes passant de l’émeraude métallique aux cendres vertes les plus claires, les plus laiteuses.
Il oublie le noir.

## Œuvres
- La Patache[1] dans le port de Toulon, huile sur toile, 46 × 61 cm, 1902-1905, Musée d'art de Toulon.

## Sources
- Informations recueillies auprès de l'arrière-petite-fille de Louis Nattero
- Musée du Vieux Toulon
- Archives départementales des Bouches-du-Rhône